# Gerard Way
Gerard Arthur Way (ur. 9 kwietnia 1977 w Summit) – amerykański piosenkarz, autor tekstów, rysownik, scenarzysta komiksowy oraz lider i wokalista amerykańskiego zespołu rockowego My Chemical Romance.

## Wczesne życie
Gerard Way urodził się 9 kwietnia 1977 roku w Summit, w stanie New Jersey, jako syn Donalda Waya i Donny Lee Rush. Ma przodków pochodzenia włoskiego i szkockiego. Ma młodszego brata, Michaela. W dzieciństwie Way był pod silnym wpływem swojej babki od strony matki, Eleny Lee Rush, która wpoiła w niego zainteresowania artystyczne, ucząc go śpiewać i rysować.
Uczęszczał do Belleville High School. Po ukończeniu szkoły średniej w 1995, wiążąc przyszłość z tworzeniem komiksów, rozpoczął edukację na uczelni artystycznej School of Visual Arts w Nowym Jorku, którą zakończył w 1999 roku, otrzymując tytuł licencjata sztuk pięknych.

## Kariera muzyczna

### 2001-2013: My Chemical Romance
W dzieciństwie głównymi inspiracjami muzycznymi dla Gerarda Waya byli David Bowie i Freddie Mercury, a także zespoły takie jak Iron Maiden, Pink Floyd, The Smashing Pumpkins, The Misfits, The Smiths, Alkaline Trio i Blur. Początkowo chciał zostać gitarzystą, ale gdy jego próby rozwoju muzycznego kończyły się niepowodzeniem, Way postanowił przerwać starania i skupić się na swojej karierze rysowniczej.
Zamachy z 11 września 2001, diametralnie zmieniły postawę Waya. Postanowił kompletnie zmienić swoje życie, wyprowadzić się z piwnicy w domu matki, w której dotychczas mieszkał, i rzucić sztukę. Pierwszą piosenką, jaką napisał, było „Skylines And Turnstiles”, zainspirowane atakami z 11 września. Wraz z Mattem Pellissierem, Rayem Toro, Frankiem Iero i bratem Gerarda Waya, Mikeyem, założyli zespół o nazwie My Chemical Romance, inspirowanej tytułem książki Irvine’a Welsha: „Ecstasy: Trzy romanse chemiczne” (ang. „Ecstasy: Three Tales of Chemical Romance”).
Zaledwie trzy miesiące po założeniu zespołu, za pośrednictwem wydawnictwa Eyeball Records ukazał się debiutancki album grupy pod tytułem: „I Brought You My Bullets, You Brought Me Your Love”. Kategoryzuje się go do gatunków emo, screamo i punk rocka, z silnymi wpływami heavy metalu. Opowiada historię dwóch kochanków zastrzelonych na pustyni i mężczyzny, który trafia do czyśćca i zawiązuje pakt z szatanem. W singlu „Vampires Will Never Hurt You”, po raz pierwszy pojawia się motyw wampirów, który w następnych latach wracał regularnie w twórczości zespołu.
8 czerwca 2004, po podpisaniu rok wcześniej kontraktu z wytwórnią muzyczną Reprise Records, zespół wydał swój drugi album studyjny – „Three Cheers for Sweet Revenge”. Okładka płyty to praca Waya, zatytułowana jako „Demolition Lovers”, podobnie jak ostatni utwór z poprzedniego albumu grupy. Jest przypisywany do gatunków emo, punk rocka i rocka alternatywnego. Zespół odszedł od partii screamo, na rzecz dużo bardziej skomplikowanych struktur brzmieniowych. Way opisuje utwór jako „pseudokonceptualną powieść gotycką” o kobiecie i mężczyźnie, których miłość została przerwana wskutek śmierci w strzelaninie. Zawiera bardzo osobiste, egzaltowane teksty piosenek o prywatnym życiu Waya – takie jak singiel „Helena” lub utwór „You Know What They Do To Guys Like Us In Prison”.

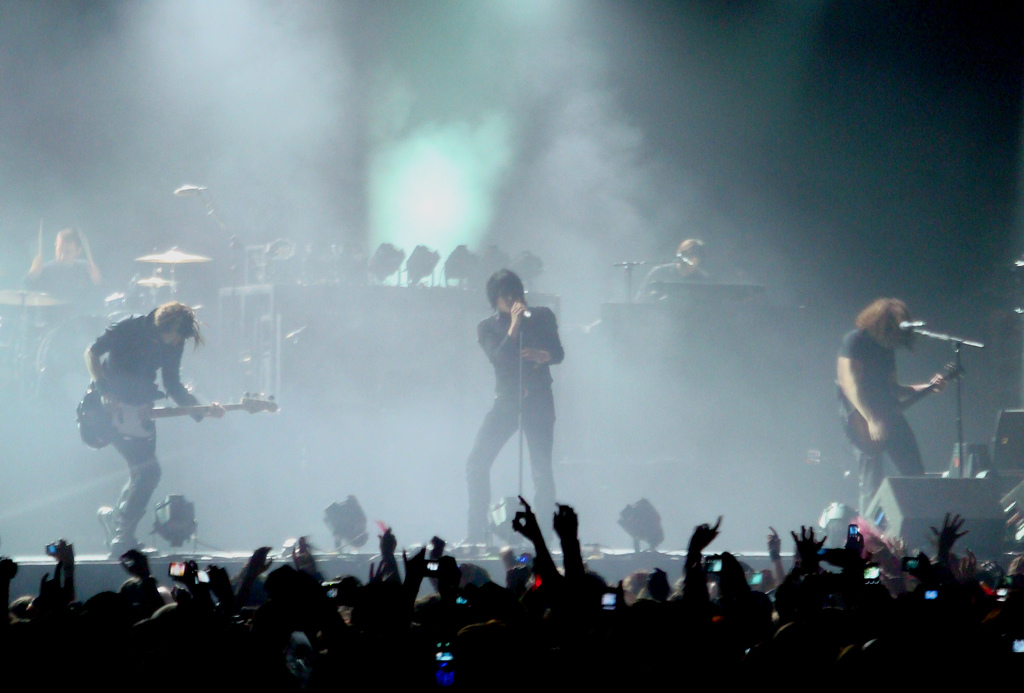
Gerard Way (na środku) z zespołem podczas koncertu w trakcie trasy promującej album „The Black Parade” (2007)

Prace nad trzecim albumem studyjnym zespołu rozpoczęły się 10 kwietnia 2006 roku we współpracy z Robem Cavallem – producentem licznych płyt amerykańskiego zespołu punkrockowego Green Day. Album „The Black Parade” wydano w Europie 23 października 2006 roku, a w Stanach Zjednoczonych – 24 października 2006 roku. To opera rockowa, przypisywana do gatunków takich jak emo, rock alternatywny i rock progresywny z silnymi wpływami muzyki rockowej z lat siedemdziesiątych i metalu. Opowiada historię mężczyzny chorującego na nowotwór. Teksty piosenek skupiają się wokół historii jego życia, śmierci przedstawionej jako metaforyczna parada i pobytu w zaświatach. Way jako główne wpływy w trakcie tworzenia piosenek wymienia zespoły Queen (widoczna inspiracja w aranżacjach gitarowych w utworze „Welcome To The Black Parade”) i Pink Floyd (dostrzega się cechy wspólne pomiędzy otwierającym płytę utworze „The End.” a utworem „In The Flesh?” z albumu „The Wall”).
Zespół tworząc koncepcję na następną płytę, był już zmęczony mrocznym tonem poprzednich albumów, zdecydował się więc zerwać z dotychczasowym stylem muzycznym, na rzecz bardziej chwytliwych i tanecznych brzmień w stylu pop. Grupa postanowiła kontynuować współpracę z Robem Cavallem. 22 listopada 2010 roku wydano czwarty album studyjny zespołu, pod tytułem „Danger Days: The True Lives of the Fabulous Killjoys”. Płyta pozostaje wierna rockowi alternatywnemu, ale rezygnuje z charakterystycznego stylu emo. Wykorzystuje za to zupełnie nowe, rewolucyjne dla zespołu brzmienia pop-rockowe i power popowe, inspirowane rockiem psychodelicznym, a także zespołami punkowymi z przełomu lat sześćdziesiątych i siedemdziesiątych. Akcja albumu rozgrywa się w roku 2019 w postapokaliptycznej Kalifornii i opowiada historię zbuntowanej grupy wypłoszów, podejmującej walkę z tajemniczą, złą korporacją. W 2013 roku Gerard Way, wraz ze współscenarzystą Shaunem Simonem, przedstawił kontynuację historii w komiksie, zatytułowanym „The True Lives of the Fabulous Killjoys”.
22 marca 2013 roku, po dwunastu latach istnienia, My Chemical Romance z niejasnych przyczyn zakończyło działalność zespołu. Gerard Way opublikował na swoim Twitterze post potwierdzający zerwanie grupy, jednocześnie zaprzeczając, że to konflikt pomiędzy członkami stał się powodem rozłamu. 25 marca 2014, zespół wydał album kompilacyjny największych przebojów grupy pod tytułem „May Death Never Stop You”, wraz z jednym, niewydanym wcześniej utworem – „Fake Your Death”.

### Od 2014: Kariera solowa i zjednoczenie zespołu

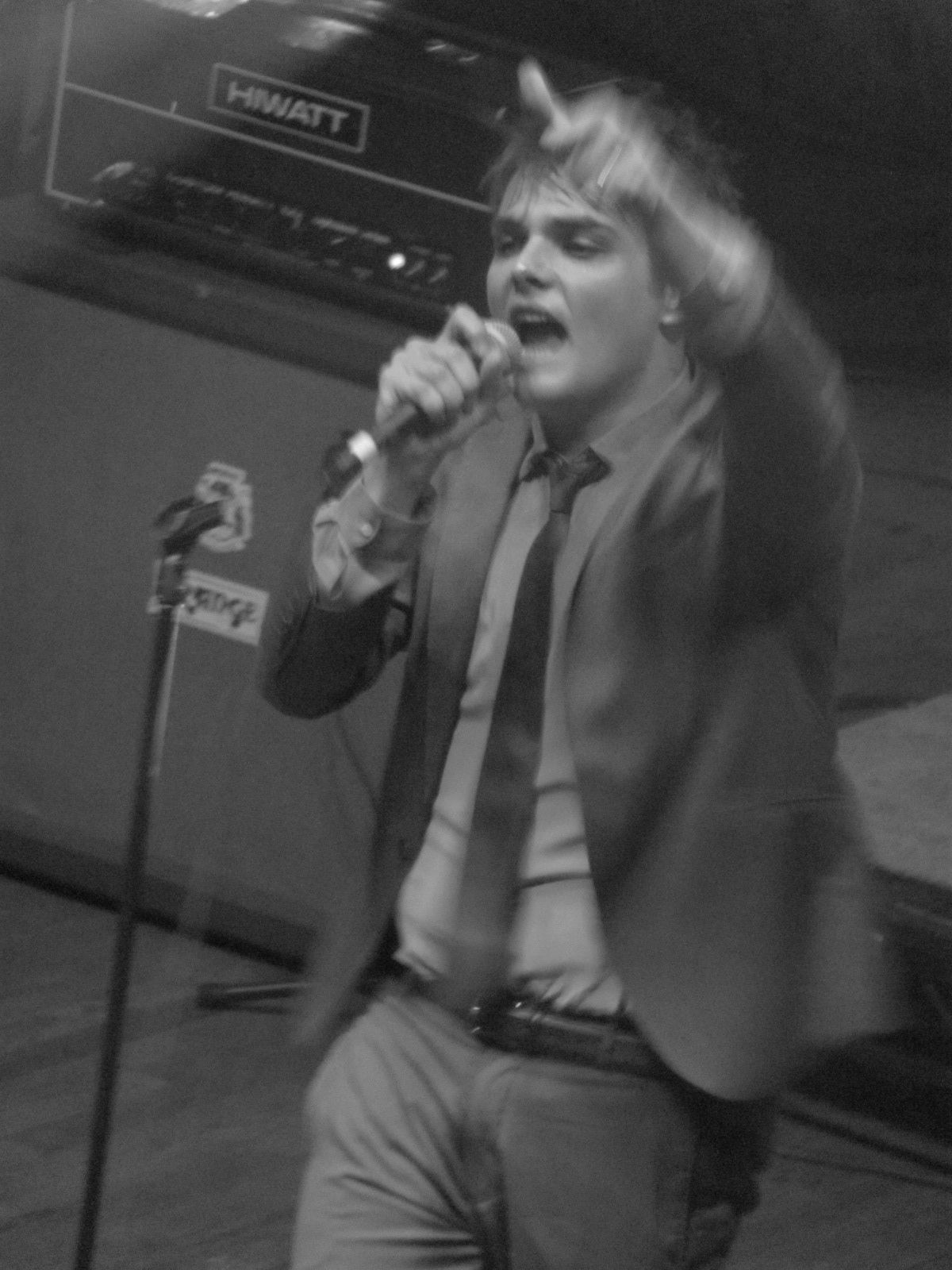
Gerard Way podczas koncertu w Nowym Jorku (2014)

W czerwcu 2014 Gerard Way wydał zapowiadającą zbliżający się album solowy, piosenkę pod tytułem „Action Cat”. Hesitant Alien został wydany 30 września 2014 roku. Określa się go jako album z gatunku rocka alternatywnego, który wprowadza w twórczość artysty elementy brit popu.
28 października 2018 roku, Gerard Way wydał singiel pod tytułem „Baby You’re a Haunted House”, we współpracy ze swoim bratem – Mikeyem.
Niedługo później, 15 listopada 2018 roku, wydał kolejny singiel – „Getting Down The Germs”. Tekst został napisany wspólnie z Rayem Toro, byłym gitarzystą zespołu My Chemical Romance.
14 grudnia wydał następny singiel – „Dasher”. Utwór zawiera wokal wspomagający w wykonaniu Lydii Night, wokalistki zespołu punkrockowego The Regrettes.
Na przełomie stycznia i lutego 2019 roku, Gerard Way wydał dwa covery we współpracy z Rayem Toro, które zostały użyte w serialu „The Umbrella Academy”. 24 stycznia wypuszczono „Hazy Shades of Winter” Simona & Garfunkela, a 8 lutego – „Happy Together” zespołu The Turtles.
W 2019 roku, sześć lat po zakończeniu działalności My Chemical Romance, byli członkowie zespołu ogłosili trasę koncertową po całym świecie w roku 2020. Ze względu na pandemię COVID-19, wszystkie koncerty grupy zostały przesunięte na rok 2022.
W 2020 Way wydał piosenkę zatytułowaną „Here Comes The End” z udziałem piosenkarki Judith Hill. Utwór pojawia się w drugim sezonie serialu „The Umbrella Academy”.

## Inna działalność artystyczna

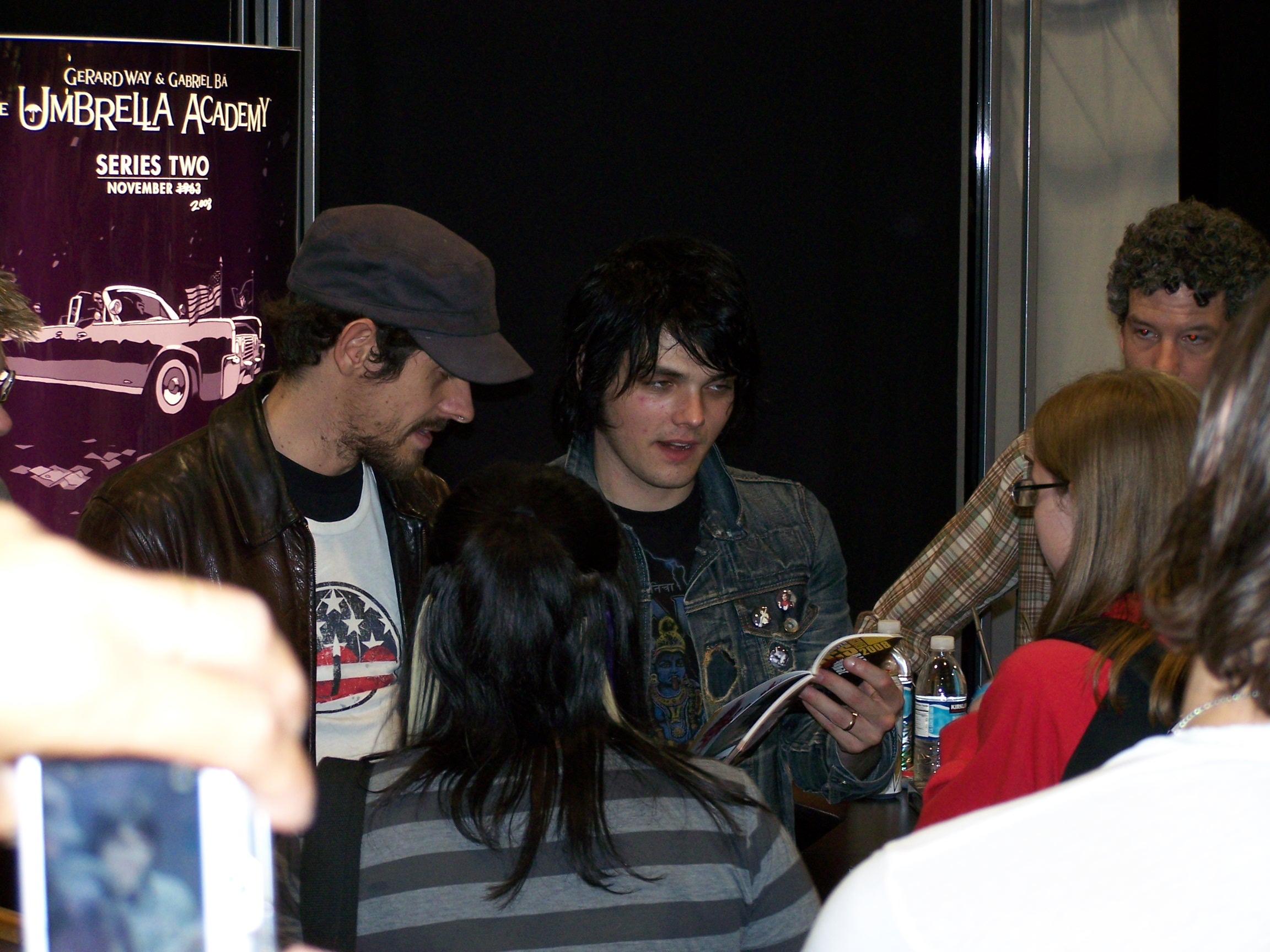
Gerard Way San Diego Comic-Con 2008

### The Umbrella Academy
Wypuścił również komiks własnego autorstwa „Umbrella Academy”, który w 2008 r. został wyróżniony prestiżową Nagrodą Eisnera. Way zajął się fabułą a artysta Gabriel Bá był odpowiedzialny za grafikę. Komiks jest w sprzedaży od 17 września 2007 roku. W Polsce ukazał się 23 maja 2019 roku. nakładem wydawnictwa Kboom. Komiks doczekał się adaptacji w postaci serialu o tej samej nazwie.

## Życie prywatne
Dnia 3 września 2007 roku w Kolorado, Gerard Way poślubił Lindsay Ballato (ps. Lyn-Z), basistkę zespołu Mindless Self Indulgence. 27 maja 2009 roku w Los Angeles urodziła się ich córka, Bandit Lee Way.
W związku z dynamicznym skokiem popularności zespołu zmagał się z depresją, a także uzależnieniem od alkoholu i leków na receptę. Muzyka miała być dla niego sposobem na uspokojenie, co przyczyniło się to do powstania licznych, bardzo osobistych utworów zespołu, takich jak „Helena”, powstałej na cześć zmarłej w listopadzie 2003 roku babki Gerarda Waya – Eleny Lee Rush.
W 2006 roku, podczas kręcenia teledysku do singla „Famous Last Words”, Way doznał zerwania więzadeł w kostce po tym, gdy będąc w pozycji klęczącej, wpadł na niego Frank Iero. Obrażenia Waya, a także kilku innych członków zespołu, zmusiły grupę do odwołania niektórych występów na żywo.
Od 2014 roku otwarcie porusza kwestię swoich zmagań z tożsamością płciową w wywiadach. Twierdzi, że identyfikuje się z kobietami i osobami transpłciowymi. Na swoim Twitterze poinformował, że korzysta z zaimków he i they.
W roku 2015 Way zdradził na swoim Reddicie, że jest kuzynem amerykańskiego prezentera telewizyjnego, Joego Rogana. Rogan potwierdził to kilka lat później w swoim podcaście.

## Nagrody i wyróżnienia
| Rok  | Kategoria           | Tytułem    | Nagroda         | Nota | Źródło |
| ---- | ------------------- | ---------- | --------------- | ---- | ------ |
| 2014 | Tweeter of the Year | Gerard Way | Kerrang! Awards | Laur | [ 73 ] |